# 메쇠이 게저
메쇠이 게저(헝가리어: Mészöly Géza, 1967년 2월 25일 ~ )는 헝가리 출신의 전 축구 선수이다. 현재는 죄르 ETO FC의 감독을 맡고 있다. K리그에서 등록명은 메조이를 사용하였으며 수비수로 활약하였다. 포항제철 아톰스(현 포항 스틸러스)에 1990년 7월 2년 계약으로 입단했으나 1990 시즌-1991 시즌 두 시즌 동안 시즌 통산 16경기 2득점-1도움 (정규리그 16경기 2득점-1도움)의 기록에 그쳐 1991년 7월 고국으로 되돌아갔다. 헝가리 축구 국가대표팀 출신이며 아버지 메쇠이 칼만은 헝가리 축구 국가대표팀 감독을 역임했다.